# Василевка (Александрийский район)
Васи́левка (укр. Василівка) — село в Онуфриевской поселковой общине Александрийского района Кировоградской области Украины.
До 2020 года входило в Онуфриевский район
Население по переписи 2001 года составляло 841 человек. Телефонный код — 5238. Код КОАТУУ — 3524680401.
В селе родился Герой Советского Союза Николай Онопа.